# Campoplex pyraustae
Campoplex pyraustae är en stekelart som beskrevs av Smith 1931. Campoplex pyraustae ingår i släktet Campoplex och familjen brokparasitsteklar. Inga underarter finns listade.